# Moriah Jefferson
Moriah Jefferson (Dallas, 8 marzo 1994) è una cestista statunitense, professionista nella WNBA.

## Carriera
È stata selezionata dalle San Antonio Stars al primo giro del Draft WNBA 2016 con la 2ª chiamata assoluta.
Con gli Stati Uniti ha disputato i Giochi panamericani di Toronto 2015.

## Statistiche

### College
| Anno       | Squadra       | PG  | PT  | MP   | TC%  | 3P%  | TL%  | RP  | AP  | PRP | SP  | PP   |
| ---------- | ------------- | --- | --- | ---- | ---- | ---- | ---- | --- | --- | --- | --- | ---- |
| 2012-2013† | UConn Huskies | 39  | 2   | 17,4 | 42,4 | 26,6 | 76,0 | 1,6 | 1,8 | 1,3 | 0,1 | 4,7  |
| 2013-2014† | UConn Huskies | 40  | 40  | 29,7 | 57,5 | 41,8 | 76,8 | 3,4 | 4,9 | 2,7 | 0,2 | 10,0 |
| 2014-2015† | UConn Huskies | 39  | 39  | 28,7 | 58,7 | 49,6 | 84,3 | 2,9 | 4,9 | 2,6 | 0,1 | 12,4 |
| 2015-2016† | UConn Huskies | 37  | 36  | 30,9 | 55,7 | 43,1 | 89,4 | 2,5 | 5,5 | 2,6 | 0,2 | 12,6 |
| Carriera   | Carriera      | 155 | 117 | 26,6 | 55,0 | 42,0 | 81,8 | 2,6 | 4,3 | 2,3 | 0,2 | 9,9  |

### WNBA

#### Regular Season
| Anno     | Squadra           | PG  | PT  | MP   | TC%  | 3P%  | TL%  | RP  | AP  | PRP | SP  | PP   |
| -------- | ----------------- | --- | --- | ---- | ---- | ---- | ---- | --- | --- | --- | --- | ---- |
| 2016     | San Antonio Stars | 34  | 34  | 30,4 | 42,6 | 37,5 | 77,5 | 2,1 | 4,2 | 1,6 | 0,1 | 13,9 |
| 2017     | San Antonio Stars | 21  | 9   | 24,5 | 52,3 | 45,0 | 74,1 | 1,8 | 4,4 | 1,6 | 0,1 | 9,1  |
| 2018     | Las Vegas Aces    | 16  | 0   | 15,7 | 37,9 | 20,0 | 81,0 | 1,3 | 2,1 | 0,6 | 0,0 | 5,4  |
| 2020     | Dallas Wings      | 9   | 6   | 16,4 | 41,9 | 33,3 | 58,3 | 3,1 | 2,0 | 0,8 | 0,2 | 5,0  |
| 2021     | Dallas Wings      | 29  | 28  | 17,2 | 44,9 | 46,0 | 60,0 | 2,0 | 2,5 | 0,8 | 0,2 | 5,4  |
| 2022     | Dallas Wings      | 1   | 0   | 4,0  | -    | -    | -    | 0,0 | 0,0 | 0,0 | 0,0 | 0,0  |
| 2022     | Minnesota Lynx    | 30  | 30  | 26,8 | 45,2 | 47,4 | 81,5 | 2,5 | 4,9 | 1,2 | 0,1 | 10,8 |
| 2023     | Phoenix Mercury   | 39  | 36  | 24,9 | 43,3 | 35,5 | 82,0 | 2,0 | 3,6 | 1,1 | 0,2 | 10,5 |
| 2024     | Connecticut Sun   | 9   | 0   | 6,8  | 37,5 | 33,3 | 100  | 0,2 | 0,7 | 0,7 | 0,0 | 2,1  |
| 2024     | Chicago Sky       | 14  | 0   | 8,9  | 11,5 | 10,0 | 83,3 | 0,5 | 1,7 | 0,1 | 0,0 | 0,9  |
| Carriera | Carriera          | 202 | 143 | 21,6 | 43,6 | 39,0 | 78,5 | 2,0 | 3,4 | 1,0 | 0,1 | 8,4  |

#### Playoffs
| Anno     | Squadra      | PG | PT | MP   | TC%  | 3P%  | TL% | RP  | AP  | PRP | SP  | PP  |
| -------- | ------------ | -- | -- | ---- | ---- | ---- | --- | --- | --- | --- | --- | --- |
| 2021     | Dallas Wings | 1  | 1  | 25,0 | 57,1 | 33,3 | -   | 2,0 | 4,0 | 2,0 | 0,0 | 9,0 |
| Carriera | Carriera     | 1  | 1  | 25,0 | 57,1 | 33,3 | -   | 2,0 | 4,0 | 2,0 | 0,0 | 9,0 |

## Palmarès
- Campionessa NCAA (2013, 2014, 2015, 2016)
- Nancy Lieberman Award (2015, 2016)
- WNBA All-Rookie First Team (2016)
- Miglior tiratrice da tre punti WNBA (2022)